# Der glorreiche Augenblick
Der glorreich Augenblick (em português: O momento glorioso), Opus 136, é uma cantata composta por Ludwig van Beethoven em 1814.

## Composição
A obra foi composta por encomenda por ocasião do Congresso de Viena, em 1814. Está escrita para coro, solistas e orquestra, com letra em alemão de Aloys Weissenbach, poeta e amigo de Beethoven. Foi composta quase que simultaneamente com A Vitória de Wellington (Op. 91). Na cantata, são representados alguns personagens queridos do autor: Viena (soprano), Seherin (soprano), Genius (tenor), o líder do povo (baixo). As partes corais representam o povo (crianças, mulheres e homens). A estreia se deu em Viena, em 29 de novembro de 1814, no Redoutensaal do palácio imperial. Na estreia da composição, ocorreu um fato curioso. Com a execução desta obra, juntamente com A Vitória de Wellington, ela obteve um grande sucesso. Os aplausos vieram de reis, príncipes e embaixadores reunidos no Congresso de Viena, após a derrota e rendimento de Napoleão Bonaparte, pelos exércitos da coalizão, e em particular do general britânico Arthur Wellesley, 1° Duque de Wellington (a quem foi dedicada "A Vitória de Wellington").